# Schangtöbe
Schangtöbe (kasachisch Шаңтөбе für „staubiger Hügel“; russisch Шантобе Schantobe) ist eine Siedlung in Kasachstan.

## Geografische Lage
Die Siedlung befindet sich im Gebiet Aqmola. Sie ist verwaltungstechnisch der Stadt Stepnogor unterstellt.

## Bevölkerung
Schangtöbe hat 6213 Einwohner (2009).

## Geschichte
Der Ort wurde 1956 unweit eines Uranvorkommens gegründet.